# Milovan Rajevac
Milovan Rajevac (sinh ngày 2 tháng 1 năm 1954) là một cựu cầu thủ và huấn luyên viên bóng đá người Serbia. Ông là cựu huấn luyện viên trưởng đội tuyển bóng đá quốc gia Algérie.

## Sự nghiệp cầu thủ
Ông sinh ra ở Čajetina, Rajevac chơi ở vị trí hậu vệ cho các đội bóng: Borac Čačak, Sao Đỏ Beograd, Vojvodina, Lunds BK, New York Arrows và Sloboda Užice.

## Sự nghiệp huấn luyện viên
Rajevac khởi đầu sự nghiệp huấn luyện viên với một số đội bóng ở quê hương Serbia của ông như: Sloboda Užice, Sao Đỏ Beograd, Vojvodina và Borac Čačak.
Ông trở thành huấn luyện viên trưởng đội tuyển bóng đá quốc gia Ghana vào tháng 8 năm 2008.
Rajevac kết thúc hợp đồng với liên đoàn bóng đá Ghana ngày 8 tháng 9 năm 2010 để đến với câu lạc bộ nhà giàu Al-Ahli của Ả-rập-xê-út chỉ một ngày sau đó.
Ông rời khỏi câu lạc bộ Al-Ahli tháng 2 năm 2011 để trở thành huấn luyện viên trưởng đội tuyển bóng đá quốc gia Qatar. Rajevac bị sa thải vào tháng 8 năm 2011.
Tháng 9 năm 2011 ông nằm trong danh sách 4 ứng cử viên cho vị trí huyến luyên viên trưởng đội tuyển bóng đá quốc gia Ai Cập. Tháng 2 năm 2014 ông lại tiếp tục nằm trong danh sách 4 ứng cử viên sáng giá cho vị trí huấn luyện viên trưởng đội tuyển bóng đá quốc gia Burkina Faso.
Ngày 15 tháng 6 năm 2016 sau thời gian dài thất nghiệp, ông đã ký hợp đồng dẫn dắt câu lạc bộ Rudar Velenje ở Slovenia. Tuy nhiên vào ngày 26 tháng 6 năm 2016 Rajevac lại bất ngờ ký hợp đồng dẫn dắt đội tuyển quốc gia Algeria chinh phục vòng loạt Cúp châu Phi 2017 và vòng loại khu vực châu Phi giải bóng đá vô địch thế giới 2018.
Ngày 9 tháng 10 năm 2016 sau trận hòa của Algeria trước Cameroon ngay trên sân nhà với tỉ số 1-1 trong loạt trận đấu vòng loại thứ 3 World Cup 2018 khu vực châu Phi, Milovan Rajevac đã nhận sự phản đối và trì trích mãnh liệt từ các cầu thủ Algeria, ông quyết định từ chức. Ngày 11 tháng 10 năm 2016 liên đoàn bóng đá Algeria họp và quyết định kết thúc hợp đồng với vị huấn luyện viên người Serbia này.